# فهرست پروانه‌های ایران

## معرفی
کامل‌ترین فهرست بالپولکداران ایران در کتاب بالپولکداران ایران توسط رجائی و همکاران (۲۰۲۳) منتشر شده است و به صورت آنلاین در دسترس علاقه‌مندان قرار گرفت.
در راستهٔ بال‌پولکداران که عموم مردم آنها را به‌عنوان شب‌پره‌ها و روزپرک‌ها می‌شناسند، تا به‌حال بیش از ۱۷۰ هزار گونهٔ متفاوت در جهان شناسایی شده و تخمین زده شده که گونه‌های ناشناختهٔ این گروه دستکم چندبرابر این رقم باشند. این در حالی است که تعداد کل مهره‌داران جهان (جمع همهٔ گونه‌های شناخته شدهٔ ماهی‌ها، دوزیستان، خزندگان، پرندگان و پستانداران) کمتر از ۷۰ هزار گونه است!
بال‌پولکداران در مجموع بیش از ۳ درصد از کل حیات بر روی کره زمین را تشکیل می‌دهند و از نظر تعداد، دومین راستهٔ بزرگ حشرات (پس از سوسک‌های قاب‌بال) به شمار می‌روند، به‌جز چند استثنا، تقریباً لارو همه بال‌پولکداران از گونه‌های گیاهی تغدیه می‌کنند و از این نظر، بال‌پولکداران بزرگ‌ترین گروه جانوران گیاه‌خوار به شمار می‌آیند. این موضوع اهمیت بالای این گروه از حشرات را در حوزه محیط زیست و کشاورزی پررنگ می‌کند.

## پروژهٔ دانشنامهٔ بال‌پولکداران ایران Lepidoptera Iranica
مدیریت این پروژه که تکمیل آن بیش از ۱۳ سال طول کشیده‌است، بر عهدهٔ پروانه‌شناس ایرانی، دکتر «حسین رجائی» از موزه تاریخ طبیعی اشتوتگارت آلمان و «اُوله کارشولت»، پروانه‌شناس از موزه تاریخ طبیعی دانشگاه کپنهاگ دانمارک بوده‌است. در این پروژه که در قالب کتابی با هفت فصل و حدود ۵۰۰ صفحه منتشر شده و نسخهٔ آنلاین آن به رایگان در دسترس علاقمندان قرار گرفته است، در مجموع ۷۳ متخصص پروانه‌شناس از سراسر جهان به‌عنوان پژوهشگر و نویسنده و بیش از ۲۰ پروانه‌شناس دیگر به‌عنوان بازبین و داور همکاری داشته‌اند.
این مجموعه علاوه بر ارائهٔ تاریخچهٔ علم پروانه‌شناسی در ایران، تصویری جالب توجه از تنوع گونه‌ای بال‌پولکداران ایران به دست داده‌است و حفره‌های شناختی دانش در این حوزه علمی نمایان کرده‌است. همچنین این پژوهش، با تخمین تعداد گونه‌های ناشناختهٔ بال‌پولکدار کشور، تلاش کرده است تا راه مطالعات بعدی در کشور را روشن کند.
بر اساس فهرست جدیدی که توسط رجائی و همکاران در فصل هفتم این دانشنامه منتشر شده، بعد از ارزیابی و بررسی بیش از ۶۰۰۰ نام بالپولکدار منتشر شده برای ایران، تعداد گونه‌های بالپولکدار در ایران ۴۸۱۲ گونه ذکر شده که از این تعداد ۸۹۲ گونه اندمیک (بوم‌زاد) هستند و تنها در ایران یافت می‌شوند.
در این فهرست، ضمن طبقه‌بندی همهٔ گونه‌ها در سطوح رده‌بندی و بر اساس جدیدترین نتایج داده‌های تبارشناختی (فیلوژنتیکی)، اطلاعات مربوط به پراکنش جغرافیایی هر گونه در سطح استانی ذکر شده‌است. همچنین سه خانواده و ۱۸۲ گونه از بالپولکداران برای نخستین بار از ایران گزارش شده‌اند. به‌علاوه چهار گونه و یک زیرگونهٔ جدید برای علم، تعداد قابل توجهی تغییرات تاکسونومیک و رده‌بندی) و نیز تصحیحات علمی و نگارشی بر مطالعات و مقاله‌های پیشین در این مجموعه منتشر شده‌است.
بر مبنای تحلیل آماری این فهرست، نویسندگان این دانشنامه تخمین زده‌اند که تاکنون تنها در حدود ۵۰ درصد از گونه‌های بالپولکدار ایران شناسایی و فهرست شده‌اند و تعداد کل گونه‌های بالپولکدار کشور احتمالاً به چیزی نزدیک به ۱۰ هزار گونه می‌رسد. این یافته، اهمیت تسریع در مطالعات پایش زیستگاه‌ها، برای شناسایی هر چه بیشتر این گروه از حشرات را افزایش می‌دهد.
این دانشنامه با حمایت مالی موزه ایالتی تاریخ طبیعی اشتوتگارت آلمان و در مجلهٔ تخصصی (Integrative Systematics) و به زبان انگلیسی، به‌صورت نسخهٔ کاغذی (برای فروش) و نیز نسخه الکترونیک (رایگان) منتشر شده‌است.

## لینک دانلود کل مجموعه
https://bioone.org/journals/integrative-systematics-stuttgart-contributions-to-natural-history/volume-6/issue-sp1